# Nuoto ai Giochi della XXXI Olimpiade - 400 metri stile libero femminili
La gara dei 400 metri stile libero femminili dei Giochi della XXXI Olimpiade si è svolta il 7 agosto 2016.

## Record
Prima della competizione, i record olimpici e mondiali erano i seguenti:
| Record mondiale | 3'58"37 | Katie Ledecky Stati Uniti | 23 agosto 2014 Gold Coast, Australia |
| Record olimpico | 4'01"45 | Camille Muffat Francia    | 29 luglio 2012 Londra, Regno Unito   |

Durante l'evento sono stati migliorati i seguenti record:
| Data     | Evento     | Atleta        | Nazione     | Tempo   | Record                            |
| -------- | ---------- | ------------- | ----------- | ------- | --------------------------------- |
| 7 agosto | Batteria 4 | Katie Ledecky | Stati Uniti | 3'58"71 | Record olimpico                   |
| 7 agosto | Finale     | Katie Ledecky | Stati Uniti | 3'56"46 | Record mondiale · Record olimpico |

## Risultati

### Batterie
| Posizione | Batteria | Corsia | Atleta                 | Nazionalità   | Tempo   | Note |
| --------- | -------- | ------ | ---------------------- | ------------- | ------- | ---- |
| 1         | 4        | 4      | Katie Ledecky          | Stati Uniti   | 3:58.71 | Q,   |
| 2         | 3        | 3      | Jazmin Carlin          | Regno Unito   | 4:02.83 | Q    |
| 3         | 3        | 4      | Leah Smith             | Stati Uniti   | 4:03.39 | Q    |
| 4         | 4        | 6      | Coralie Balmy          | Francia       | 4:03.40 | Q    |
| 5         | 3        | 6      | Brittany MacLean       | Canada        | 4:03.43 | Q    |
| 6         | 3        | 5      | Jessica Ashwood        | Australia     | 4:03.58 | Q    |
| 7         | 4        | 3      | Boglárka Kapás         | Ungheria      | 4:04.11 | Q    |
| 8         | 4        | 1      | Tamsin Cook            | Australia     | 4:04.36 | Q    |
| 9         | 2        | 5      | Zhang Yuhan            | Cina          | 4:06.30 |      |
| 10        | 2        | 4      | Sarah Köhler           | Germania      | 4:06.55 |      |
| 11        | 2        | 3      | Lotte Friis            | Danimarca     | 4:07.13 |      |
| 12        | 1        | 4      | Chihiro Igarashi       | Giappone      | 4:07.52 |      |
| 13        | 1        | 3      | Joanna Evans           | Bahamas       | 4:07.60 |      |
| 14        | 4        | 2      | Lauren Boyle           | Nuova Zelanda | 4:07.90 |      |
| 15        | 3        | 2      | Mireia Belmonte García | Spagna        | 4:08.12 |      |
| 16        | 2        | 6      | Andreína Pinto         | Venezuela     | 4:08.34 |      |
| 17        | 3        | 8      | Melania Costa Schmid   | Spagna        | 4:08.96 |      |
| 18        | 4        | 8      | Anja Klinar            | Slovenia      | 4:09.07 |      |
| 19        | 4        | 5      | Sharon van Rouwendaal  | Paesi Bassi   | 4:11.44 |      |
| 20        | 2        | 8      | Arina Openysheva       | Russia        | 4:11.83 |      |
| 21        | 2        | 2      | Ajna Késely            | Ungheria      | 4:12.40 |      |
| 22        | 3        | 1      | Alice Mizzau           | Italia        | 4:14.20 |      |
| 23        | 1        | 6      | Katarina Simonović     | Serbia        | 4:15.57 |      |
| 24        | 1        | 2      | Kristel Köbrich        | Cile          | 4:16.07 |      |
| 25        | 2        | 7      | Emily Overholt         | Canada        | 4:16.24 |      |
| 26        | 2        | 1      | Nguyễn Thị Ánh Viên    | Vietnam       | 4:16.32 |      |
| 27        | 4        | 7      | Diletta Carli          | Italia        | 4:17.15 |      |
| 28        | 3        | 7      | Cao Yue                | Cina          | 4:19.57 |      |
| 29        | 1        | 5      | Valerie Gruest         | Guatemala     | 4:19.58 |      |
| 30        | 1        | 7      | Lani Cabrera           | Barbados      | 4:28.95 |      |
| 31        | 1        | 8      | Gabriella Doueihy      | Libano        | 4:31.21 |      |
| 32        | 1        | 1      | Rebeca Quinteros       | El Salvador   | 4:52.11 |      |

### Finale
| Posizione | Corsia | Atleta           | Nazionalità | Tempo   | Note                              |
| --------- | ------ | ---------------- | ----------- | ------- | --------------------------------- |
| Oro       | 4      | Katie Ledecky    | Stati Uniti | 3:56.46 | Record mondiale · Record olimpico |
| Argento   | 5      | Jazmin Carlin    | Regno Unito | 4:01.23 |                                   |
| Bronzo    | 3      | Leah Smith       | Stati Uniti | 4:01.92 |                                   |
| 4         | 1      | Boglárka Kapás   | Ungheria    | 4:02.37 |                                   |
| 5         | 2      | Brittany MacLean | Canada      | 4:04.69 |                                   |
| 6         | 8      | Tamsin Cook      | Australia   | 4:05.30 |                                   |
| 7         | 7      | Jessica Ashwood  | Australia   | 4:05.68 |                                   |
| 8         | 6      | Coralie Balmy    | Francia     | 4:06.98 |                                   |